# Kris Kristofferson

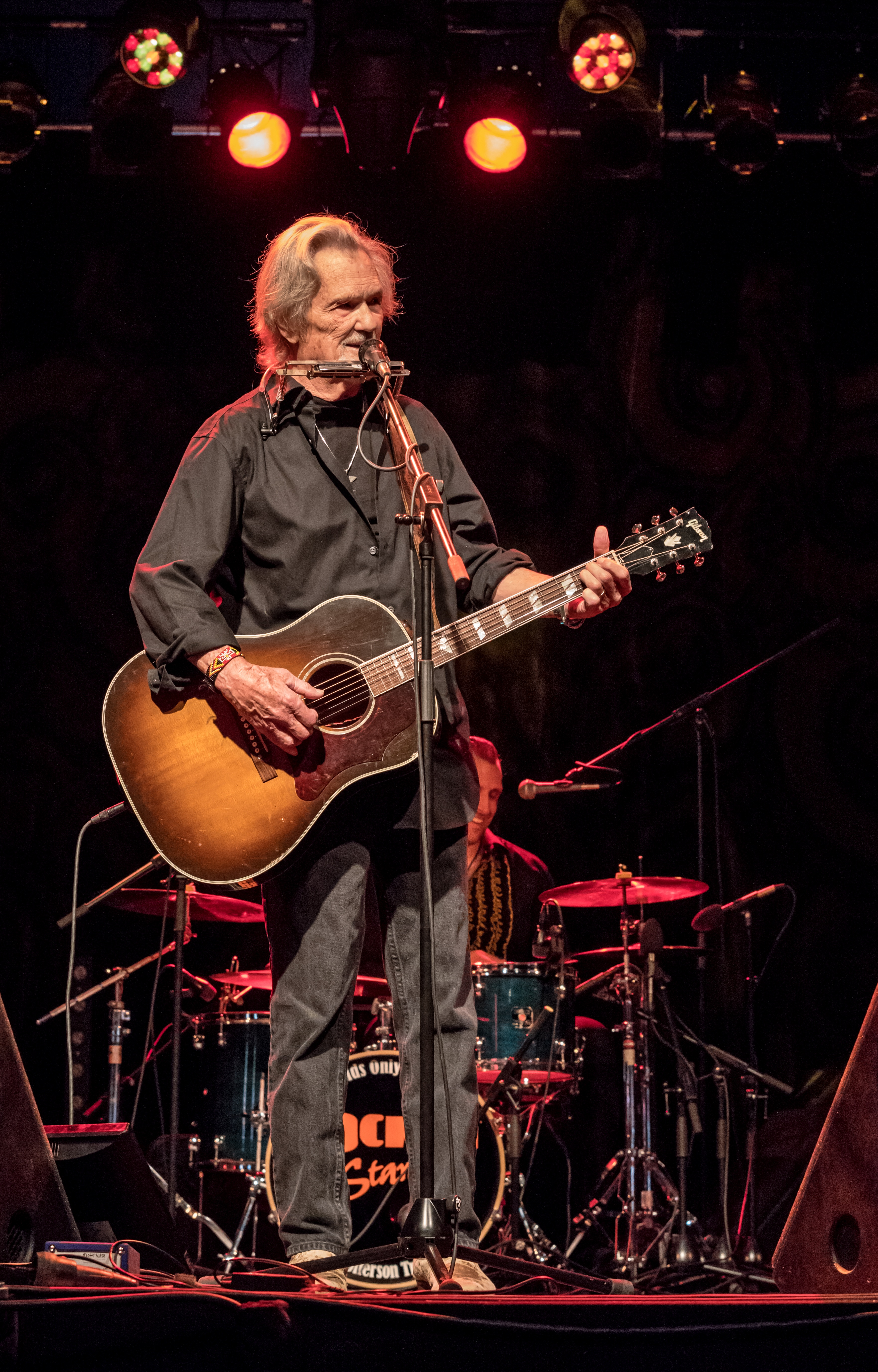
Kristofferson (2017)

Kristoffer „Kris“ Kristofferson (* 22. Juni 1936 in Brownsville, Texas; † 28. September 2024 in Hāna (Maui), Hawaii) war ein US-amerikanischer Country-Sänger, Songwriter und Schauspieler. Im Laufe seiner rund 60-jährigen Karriere verkaufte er alleine in den USA über sieben Millionen Alben. Er wurde dreimal mit dem Grammy ausgezeichnet und erhielt den Ehrenpreis für sein Lebenswerk.
Zu seinen bekanntesten Songs gehören Me and Bobby McGee, Help Me Make It Through the Night und Sunday Morning Coming Down. 1985 schloss er sich mit Waylon Jennings, Willie Nelson und Johnny Cash zur Supergroup The Highwaymen zusammen.
Als Schauspieler war er in Filmen wie Alice lebt hier nicht mehr, Pat Garrett jagt Billy the Kid, Convoy oder Heaven’s Gate sowie der Blade-Trilogie zu sehen. Für seine Darstellung in A Star Is Born erhielt er 1977 einen Golden Globe.

## Anfänge
Der Enkel schwedischer Einwanderer wurde 1936 in Texas als Sohn des Generals Henry Kristofferson (1905–1971) und dessen Frau Mary Ann Ashbrook (1911–1985) geboren. Während seiner Kindheit zog die Familie oft um. Er beendete die High School in San Mateo und besuchte das Pomona College, eine private, konfessionsungebundene, koedukative Hochschule für Geisteswissenschaften in Kalifornien, wo er 1958 seinen Abschluss in Literatur bekam. Er erhielt ein Rhodes-Stipendium für das Merton College der University of Oxford. In England, wo er seine ersten Musikstücke unter dem Namen Kris Karson aufnahm, blieb er zunächst erfolglos.
Nach seinem Universitätsabschluss in englischer Literatur 1960 heiratete er seine Jugendfreundin Fran Beer. Er trat in die US Army ein und wurde Hubschrauberpilot. Von 1962 bis 1965 war er in Bad Kreuznach stationiert. Anschließend sollte Kristofferson Literatur an der United States Military Academy in West Point unterrichten, verließ die Armee jedoch 1965. Er zog nach Nashville, um im „Mekka der Country-Musik“ eine Musikerkarriere zu beginnen. Zunächst verdiente er seinen Lebensunterhalt mit Gelegenheitsjobs und arbeitete als Hubschrauberpilot für eine Ölfirma im Golf von Mexiko. Als eine Speiseröhrenerkrankung seines Sohnes die Familie auch finanziell belastete, reichte seine Frau die Scheidung ein.

## Karriere

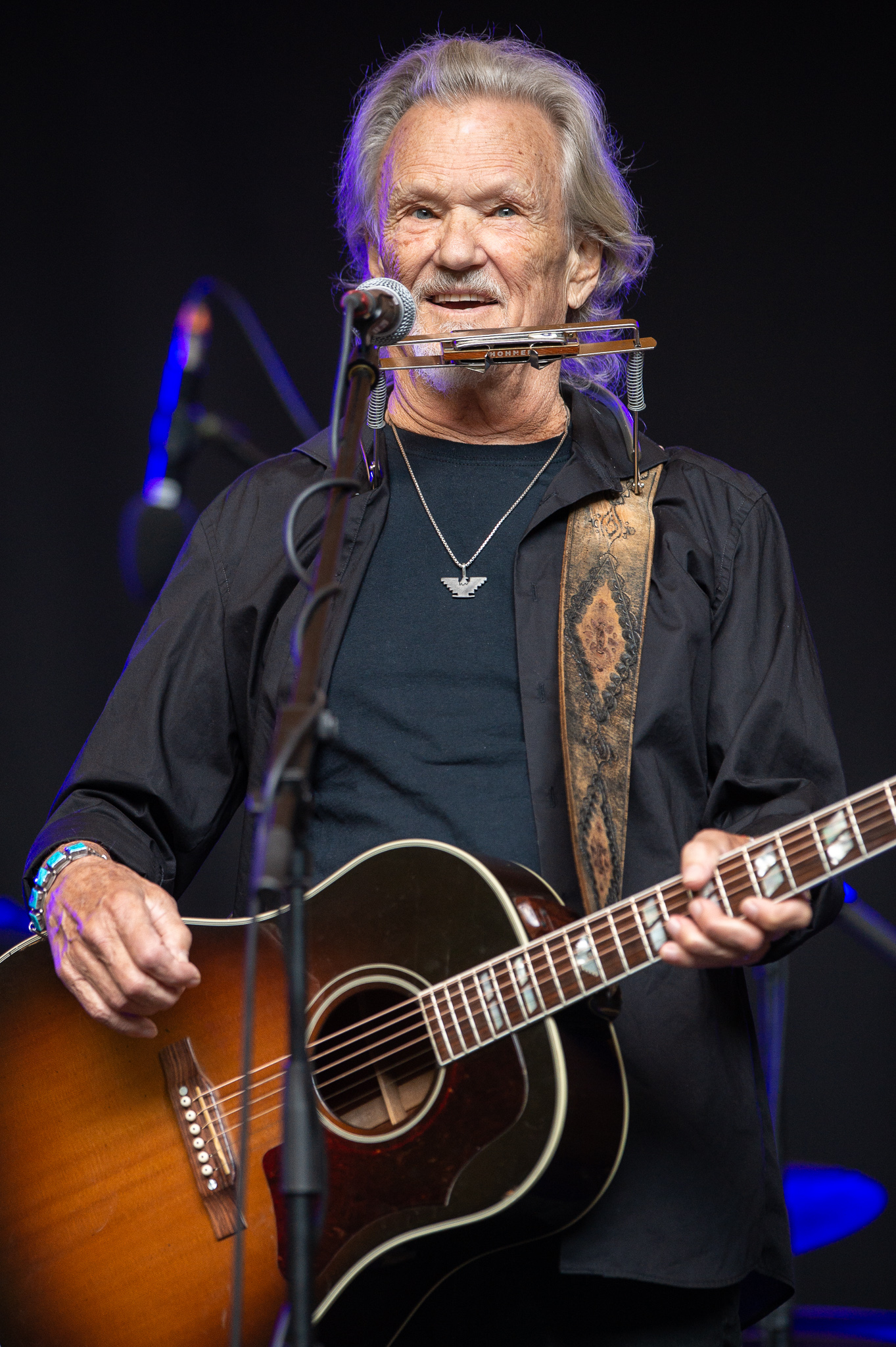
Kristofferson (2018)

1966 gelang ihm mit der von Dave Dudley aufgenommenen Single Viet Nam Blues ein erster kleiner Erfolg als Songwriter. 1969 spielte Roger Miller das von Kristofferson und Fred Foster geschriebene Me and Bobby McGee ein. Schließlich erkannte Johnny Cash Kristoffersons Talent und erzielte 1970 mit dessen Sunday Morning Coming Down einen Nummer-eins-Hit in den Country-Charts, in denen bereits ein Jahr zuvor Ray Stevens mit demselben Song vertreten gewesen war. Kristofferson erhielt einen Vertrag bei Monument Records.
Die Blues-Sängerin Janis Joplin machte Me and Bobby McGee weltberühmt, und Kristofferson selbst wurde als Sänger mit Songs wie Loving Her Was Easier und Why Me erfolgreich. 1972 wurde seine Komposition Help Me Make It Through the Night in der Version von Sammi Smith mit zwei Grammys ausgezeichnet. Kristofferson arbeitete mit dem Produzenten und Labelinhaber Fred Foster noch bis Juli 1982 zusammen.
1973 heiratete er die Sängerin Rita Coolidge. Sie waren auch im Duett erfolgreich und wurden zweimal als bestes Duo mit einem Grammy ausgezeichnet. In den 1980er- und 1990er-Jahren trat Kristofferson, der sich unter anderem für die Sandinisten in Nicaragua engagiert hat, verstärkt mit politischen Liedern wie Sandinista, Don’t Let the Bastards (Get You Down) oder The Eagle & The Bear in Erscheinung. Internationale Erfolge verzeichnete Kristofferson von 1985 bis 1995 auch als Mitglied der Country-Band The Highwaymen, zusammen mit seinen langjährigen Freunden Johnny Cash, Willie Nelson und Waylon Jennings.
Im Januar 1993 trat er im Hamburger Thalia-Theater beim Internationale Künstler gegen Rassismus Festival auf. Er spielte die Songs What About Me, They Killed Him und Don’t Let the Bastards Get You Down. Der Auftritt wurde im NDR-Fernsehen übertragen.
Bei der CMA-Awards-Verleihung 2004 wurde er in die Country Music Hall of Fame aufgenommen, zudem war er Mitglied in der Songwriters Hall of Fame. Nach einer längeren Pause meldete sich Kristofferson im März 2006 mit dem Album This Old Road zurück, 2009 folgte Closer to the Bone. 2012 veröffentlichte er unter seinem eigenen Label das Album Feeling Mortal. Im Juni 2016 erschien anlässlich seines 80. Geburtstags das Doppelalbum The Cedar Creek Sessions. Die amerikanische Pop-Zeitschrift Rolling Stone listete Kristofferson 2015 auf Rang 87 der 100 größten Songwriter aller Zeiten. Im Frühjahr 2018 war er in den Vereinigten Staaten und Europa auf Tournee; im Januar 2021 beendete er seine Karriere.

### Instrumente
Kristofferson spielte vorzugsweise Westerngitarren von Gibson, hauptsächlich J-45-Modelle. Ihm zu Ehren brachte die Firma die Kristofferson SJ-Signature-Gitarre heraus. Auch die Mundharmonika beherrschte er gut.

## Kristofferson als Schauspieler
Neben seiner musikalischen Karriere war Kristofferson seit den 1970er-Jahren auch als Filmschauspieler tätig. 1971 gab er nach einer kleinen Rolle in The Last Movie sein Filmdebüt in Cisco Pike, in dem er neben Gene Hackman die Hauptrolle spielte. 1974 folgte mit Alice lebt hier nicht mehr ein weiterer Film, der Hauptdarstellerin Ellen Burstyn brachte er einen Oscar ein. 1976 spielte er in der Neuverfilmung von A Star Is Born an der Seite von Barbra Streisand. Für diese Rolle wurde er mit einem Golden Globe ausgezeichnet.
Häufig war Kristofferson auch als Hauptdarsteller in Spätwestern wie Sam Peckinpahs Pat Garrett jagt Billy the Kid (1973) zu sehen. In Convoy (1978) verkörperte er den Fernfahrer Rubber Duck, in der Blade-Reihe war er 1998, 2002 und 2004 als Abraham Whistler zu sehen. In Heaven’s Gate von Michael Cimino spielte er 1980 die Hauptrolle. In Höllenfahrt nach Lordsburg (Stagecoach) (1986) trat er als Ringo Kid an der Seite seiner Highwaymen-Kollegen Cash, Nelson und Jennings auf. Sein Schaffen als Schauspieler für Film und Fernsehen umfasst mehr als 100 Produktionen; seine letzte Rolle spielte er 2018. An einigen Produktionen war er als Synchronsprecher oder Erzähler beteiligt.

## Privates
1961 heiratete Kristofferson Frances Mavia „Fran“ Beer; 1969 wurden sie geschieden. Danach ging er zeitweise mit Janis Joplin aus. Von 1973 bis 1980 war er mit der Sängerin Rita Coolidge verheiratet. In dritter Ehe heiratete er 1983 Lisa Meyers.
In seinen späten Lebensjahren litt er an Gedächtnisschwäche, deren Ursache als Alzheimer-Krankheit oder als Folge von Stößen gegen den Kopf beim Football, Rugby und Boxen diagnostiziert und entsprechend medikamentös behandelt wurde. 2016 wurde er positiv auf Lyme-Borreliose getestet, woraufhin frühere Medikamente abgesetzt wurden. Kris Kristofferson starb im September 2024 im Alter von 88 Jahren in seinem Haus in Hāna auf Maui.

## Diskografie

### Studioalben
| Jahr | Titel                                            | Höchstplatzierung, Gesamtwochen, AuszeichnungChartplatzierungen (Jahr, Titel, Platzierungen, Wochen, Auszeichnungen, Anmerkungen) | Höchstplatzierung, Gesamtwochen, AuszeichnungChartplatzierungen (Jahr, Titel, Platzierungen, Wochen, Auszeichnungen, Anmerkungen) | Höchstplatzierung, Gesamtwochen, AuszeichnungChartplatzierungen (Jahr, Titel, Platzierungen, Wochen, Auszeichnungen, Anmerkungen) | Höchstplatzierung, Gesamtwochen, AuszeichnungChartplatzierungen (Jahr, Titel, Platzierungen, Wochen, Auszeichnungen, Anmerkungen) | Anmerkungen                                                                           |
| Jahr | Titel                                            | AT | UK | US | Country | Anmerkungen                                                                           |
| ---- | ------------------------------------------------ | --- | --- | --- | --- | ------------------------------------------------------------------------------------- |
| 1970 | Kristofferson                                    | — | — | US43 Gold · (22 Wo.)US | Country10 (26 Wo.)Country | Erstveröffentlichung: Februar 1970                                                    |
| 1971 | The Silver Tongued Devil And I                   | — | — | US21 Gold · (28 Wo.)US | Country4 (20 Wo.)Country | Erstveröffentlichung: Mai 1971                                                        |
| 1972 | Border Lord                                      | — | — | US41 (16 Wo.)US | Country6 (16 Wo.)Country | Erstveröffentlichung: Februar 1972                                                    |
| 1972 | Jesus Was a Capricorn                            | — | — | US31 Gold · (54 Wo.)US | Country1 (35 Wo.)Country | Erstveröffentlichung: November 1972                                                   |
| 1973 | Full Moon                                        | — | — | US26 Gold · (33 Wo.)US | Country1 (22 Wo.)Country | Erstveröffentlichung: September 1973 mit Rita Coolidge                                |
| 1974 | Spooky Lady’s Sideshow                           | — | — | US78 (14 Wo.)US | Country11 (21 Wo.)Country | Erstveröffentlichung: April 1974                                                      |
| 1974 | Breakaway                                        | — | — | US103 (12 Wo.)US | Country19 (12 Wo.)Country | Erstveröffentlichung: Dezember 1974 mit Rita Coolidge                                 |
| 1975 | Who’s to Bless and Who’s to Blame                | — | — | US105 (11 Wo.)US | Country23 (9 Wo.)Country | Erstveröffentlichung: November 1975                                                   |
| 1976 | Surreal Thing                                    | — | — | US180 (2 Wo.)US | Country17 (11 Wo.)Country | Erstveröffentlichung: Juli 1976                                                       |
| 1976 | A Star Is Born O.S.T.                            | — | UK— PlatinUK | US1 ×4Vierfachplatin · (51 Wo.)US                                                                                                 | — | Erstveröffentlichung: November 1976 mit Barbra Streisand                              |
| 1978 | Easter Island                                    | — | — | US86 (7 Wo.)US | Country21 (9 Wo.)Country | Erstveröffentlichung: März 1978                                                       |
| 1978 | Natural Act                                      | — | UK35 (4 Wo.)UK | US106 (9 Wo.)US | Country24 (12 Wo.)Country | Erstveröffentlichung: Dezember 1978 mit Rita Coolidge                                 |
| 1979 | Shake Hands With the Devil                       | — | — | US86 (7 Wo.)US | Country21 (9 Wo.)Country |                                                                                       |
| 1981 | To the Bone                                      | — | — | — | — |                                                                                       |
| 1982 | Kris, Willie, Dolly & Brenda... The Winning Hand | — | — | US109 (14 Wo.)US | Country4 (24 Wo.)Country | Erstveröffentlichung: 1. November 1982 mit Willie Nelson, Dolly Parton und Brenda Lee |
| 1984 | Music from Songwriter                            | — | — | US152 (5 Wo.)US | Country21 (15 Wo.)Country | Erstveröffentlichung: Oktober 1984 mit Willie Nelson                                  |
| 1986 | Repossessed                                      | — | — | — | Country31 (26 Wo.)Country | Erstveröffentlichung: Oktober 1986                                                    |
| 1990 | Third World Warrior                              | AT22 (7 Wo.)AT | — | — | — |                                                                                       |
| 1995 | A Moment of Forever                              | — | — | — | — |                                                                                       |
| 1999 | The Austin Sessions                              | — | — | — | Country26 (12 Wo.)Country |                                                                                       |
| 2006 | This Old Road                                    | — | — | US172 (1 Wo.)US | Country36 (10 Wo.)Country | Erstveröffentlichung: 6. März 2006                                                    |
| 2009 | Closer to the Bone                               | — | — | US167 (1 Wo.)US | Country29 (19 Wo.)Country | Erstveröffentlichung: 29. September 2009                                              |
| 2012 | Feeling Mortal                                   | — | — | — | Country28 (7 Wo.)Country | Erstveröffentlichung: 9. November 2012                                                |
| 2016 | The Cedar Creek Sessions                         | — | — | — | — | Erstveröffentlichung: 17. Juni 2016 Doppelalbum                                       |

### Livealben
- 1992: Live at the Philharmonic (eingespielt 1972)
- 2003: Broken Freedom Song: Live from San Francisco (eingespielt 2002)
- 2006: Live From Austin, Texas (eingespielt 1981)
- 2014: An Evening with Kris Kristofferson: The Pilgrim: Ch 77 – Union Chapel, London
- 2016: Live at the Big Sur Folk Festival

### Kompilationen
| Jahr | Titel                                                         | Höchstplatzierung, Gesamtwochen, AuszeichnungChartplatzierungen (Jahr, Titel, Platzierungen, Wochen, Auszeichnungen, Anmerkungen) | Höchstplatzierung, Gesamtwochen, AuszeichnungChartplatzierungen (Jahr, Titel, Platzierungen, Wochen, Auszeichnungen, Anmerkungen) | Höchstplatzierung, Gesamtwochen, AuszeichnungChartplatzierungen (Jahr, Titel, Platzierungen, Wochen, Auszeichnungen, Anmerkungen) | Höchstplatzierung, Gesamtwochen, AuszeichnungChartplatzierungen (Jahr, Titel, Platzierungen, Wochen, Auszeichnungen, Anmerkungen) | Anmerkungen                            |
| Jahr | Titel                                                         | AT | UK | US | Country | Anmerkungen                            |
| ---- | ------------------------------------------------------------- | --- | --- | --- | --- | -------------------------------------- |
| 1977 | Songs of Kristofferson                                        | — | — | US45 Gold · (18 Wo.)US | Country8 (24 Wo.)Country |                                        |
| 2010 | Please Don’t Tell Me How the Story Ends: The Publishing Demos | — | — | — | Country61 (3 Wo.)Country | Erstveröffentlichung: 10. Mai 2010     |
| 2011 | Playlist: The Very Best of Kris Kristofferson                 | — | UK— SilberUK | — | Country75 (1 Wo.)Country | Erstveröffentlichung: 11. Oktober 2011 |

Weitere Kompilationen 
- 2004: The Essential Kris Kristofferson
- 2016: The Complete Monument & Columbia Album Collection

### EPs
- 1971: Cisco Pike

### Singles
| Jahr | Titel Album                                                                             | Höchstplatzierung, Gesamtwochen, AuszeichnungChartplatzierungen (Jahr, Titel, Album, Platzierungen, Wochen, Auszeichnungen, Anmerkungen) | Höchstplatzierung, Gesamtwochen, AuszeichnungChartplatzierungen (Jahr, Titel, Album, Platzierungen, Wochen, Auszeichnungen, Anmerkungen) | Anmerkungen                                              |
| Jahr | Titel Album                                                                             | US | Country | Anmerkungen                                              |
| ---- | --------------------------------------------------------------------------------------- | --- | --- | -------------------------------------------------------- |
| 1971 | Lovin’ Her Was Easier (Than Anything I’ll Ever Do Again) The Silver Tongued Devil and I | US26 (13 Wo.)US | — | Erstveröffentlichung: 21. August 1971                    |
| 1972 | Josie Border Lord                                                                       | US63 (8 Wo.)US | Country70 (2 Wo.)Country | Erstveröffentlichung: 29. Februar 1972                   |
| 1972 | Jesus Was a Capricorn                                                                   | US91 (3 Wo.)US | — | Erstveröffentlichung: 9. Dezember 1972                   |
| 1973 | Why Me Jesus Was a Capricorn                                                            | US16 Gold · (38 Wo.)US | Country1 (20 Wo.)Country | Erstveröffentlichung: März 1973                          |
| 1973 | A Song I’d Like to Sing Full Moon                                                       | US49 (10 Wo.)US | Country92 (5 Wo.)Country | Erstveröffentlichung: 27. Oktober 1973 mit Rita Coolidge |
| 1974 | Loving Arms Full Moon                                                                   | US86 (5 Wo.)US | Country98 (2 Wo.)Country | Erstveröffentlichung: 27. Februar 1973 mit Rita Coolidge |
| 1974 | Rain Breakaway                                                                          | — | Country87 (4 Wo.)Country | Erstveröffentlichung: 7. November 1974 mit Rita Coolidge |
| 1977 | Watch Closely Now A Star Is Born O.S.T.                                                 | US52 (6 Wo.)US | — | Erstveröffentlichung: 30. April 1977                     |
| 1979 | Prove It to You One More Time Again Shake Hands with the Devil                          | — | Country91 (5 Wo.)Country |                                                          |
| 1981 | Nobody Loves Anybody Anymore To the Bone                                                | — | Country68 (7 Wo.)Country | Erstveröffentlichung: März 1981                          |
| 1984 | How Do You Feel About Foolin’ Around Music From Songwriter                              | — | Country46 (11 Wo.)Country | Erstveröffentlichung: 7. Oktober 1984                    |
| 1986 | They Killed Him Repossessed                                                             | — | Country67 (6 Wo.)Country |                                                          |

Weitere Singles
- 1967: Golden Idol
- 1970: To Beat the Devil
- 1970: Jody and the Kid
- 1971: The Taker (mit Rita Coolidge)
- 1972: Jesse Younger
- 1974: I May Smoke Too Much
- 1975: Easy, Come On
- 1975: The Year 2000 Minus 25
- 1975: Lover Please (mit Rita Coolidge)
- 1975: We Must Have Been Out of Our Minds (mit Rita Coolidge)
- 1976: It’s Never Gonna Be The Same Again
- 1978: Forever in Your Love
- 1980: I’ll Take Any Chance I Can With You
- 1981: Here Comes That Rainbow Again
- 1982: Put It off Until Tomorrow (mit Dolly Parton)
- 1987: Love Is The Way
- 1987: El Coyote
- 2006: This Old Road
- 2009: Closer to the Bone

## Auszeichnungen für Musikverkäufe
| Goldene Schallplatte - Kanada - 1976: für das Album Jesus Was A Capricorn - 1979: für das Album The Silver Tongued Devil And I - 1980: für das Album The Man and His Songs - Neuseeland - 1977: für das Album Songs of Kristofferson | Platin-Schallplatte - Kanada - 1979: für das Album Songs of Kristofferson - 1979: für das Album Me and Bobby McGee 3× Platin-Schallplatte - Kanada - 1977: für das Album A Star Is Born O.S.T. |

Anmerkung: Auszeichnungen in Ländern aus den Charttabellen bzw. Chartboxen sind in ebendiesen zu finden.
| Land/RegionAuszeichnungen für Musikverkäufe (Land/Region, Auszeichnungen, Verkäufe, Quellen) | Silber  | Gold       | Platin       | Verkäufe  | Quellen         |
| -------------------------------------------------------------------------------------------- | ------- | ---------- | ------------ | --------- | --------------- |
| Kanada (MC)                                                                                  | —       | 3× Gold3   | 5× Platin5   | 650.000   | musiccanada.com |
| Neuseeland (RMNZ)                                                                            | —       | Gold1      | —            | 10.000    | Einzelnachweise |
| Vereinigte Staaten (RIAA)                                                                    | —       | 6× Gold6   | 4× Platin4   | 7.500.000 | riaa.com        |
| Vereinigtes Königreich (BPI)                                                                 | Silber1 | —          | Platin1      | 360.000   | bpi.co.uk       |
| Insgesamt                                                                                    | Silber1 | 10× Gold10 | 10× Platin10 |           |                 |

## Filmografie (Auswahl)
- 1971: The Last Movie
- 1971: Cisco Pike
- 1973: Gospel Road: A Story of Jesus
- 1973: Pat Garrett jagt Billy the Kid (Pat Garrett & Billy The Kid)
- 1973: Heirat ausgeschlossen (Blume in Love)
- 1974: Alice lebt hier nicht mehr (Alice Doesn’t Live Here Anymore)
- 1974: Bring mir den Kopf von Alfredo Garcia (Bring Me the Head of Alfredo Garcia)
- 1976: Der Weg allen Fleisches (The Sailor Who Fell from Grace with the Sea)
- 1976: Das Gesetz sind wir (Vigilante Force)
- 1976: A Star Is Born
- 1977: Zwei ausgebuffte Profis (Semi-Tough)
- 1978: Convoy
- 1979: Freedom Road (Fernsehfilm)
- 1980: Heaven’s Gate
- 1981: Das Rollover-Komplott (Rollover)
- 1984: The Lost Honor of Kathryn Beck (Fernsehfilm)
- 1984: Der Songschreiber (Songwriter)
- 1984: Flashpoint – Die Grenzwölfe (Flashpoint)
- 1985: Trouble in Mind (auch: Diamantenfieber)
- 1986: The last days of Frank and Jesse James
- 1986: Höllenfahrt nach Lordsburg (Stagecoach) (Fernsehfilm)
- 1986: Blut und Orchideen (Blood and Orchids) (Fernsehfilm)
- 1987: Amerika (Fernsehserie, 6 Folgen)
- 1988: Der gnadenlose Jäger (The Tracker)
- 1989: Millennium – Die 4. Dimension (Millennium)
- 1989: Welcome Home
- 1989: Breakthrough (Concert Documentary)
- 1990: Sandino
- 1990: Perfume of the Cyclone
- 1990: Pair of Aces (Fernsehfilm)
- 1991: Another Pair of Aces (Fernsehfilm)
- 1992: Original Intent
- 1992: Miracle in the Wilderness (Fernsehfilm)
- 1992: Schuld war nur der Weihnachtsmann (Christmas in Connecticut, Fernsehfilm)
- 1993: Kris Kristofferson: His Life and Work
- 1993: Cold Heart – Der beste Bulle von L.A. (No Place to Hide)
- 1994: Paper Hearts
- 1994: Sodbusters
- 1995: Die graue Armee (Pharaoh’s Army)
- 1995: Brother’s Destiny
- 1995: Tad Lincoln, der Sohn des Präsidenten (Tad, Fernsehfilm)
- 1995: Inflammable (Fernsehfilm)
- 1995: Cyborg Warriors
- 1996: Lone Star
- 1997: Fire Down Below
- 1998: Blade
- 1998: Dance with Me
- 1998: Zeit der Jugend (A Soldier’s Daughter Never Cries)
- 1998: In einem Land vor unserer Zeit VI – Der geheimnisvolle Berg der Saurier (The Land Before Time 6: The Secret of Saurus Rock, Stimme von Doc)
- 1999: Outlaw Kill (Outlaw Justice, Fernsehfilm)
- 1999: Payback – Zahltag (Payback)
- 1999: Molokai: The Story of Father Damien
- 1999: Wenn der Nebel sich lichtet – Limbo (Limbo)
- 1999: The Joyriders
- 2001: Wooly Boys
- 2001: Planet der Affen (Planet of the Apes)
- 2001: Chelsea Walls
- 2002: Blade II
- 2002: D-Tox – Im Auge der Angst (D-Tox – Eye See You)
- 2003: Where the Red Fern Grows
- 2004: Blade: Trinity
- 2004: Silver City
- 2005: 14 Hours (Fernsehfilm)
- 2005: The Jacket
- 2005: Dreamer – Ein Traum wird wahr (Dreamer: Inspired by a True Story)
- 2005: The Wendell Baker Story
- 2006: Fast Food Nation
- 2006: Disappearances
- 2007: The Life and Hard Times of Guy Terrifico
- 2008: Jump Out Boys
- 2008: Lords of the Street
- 2009: Er steht einfach nicht auf Dich (He’s Just Not That into You)
- 2009: Powder Blue
- 2010: Der letzte Ritt des Ransom Pride (The Last Rites of Ransom Pride)
- 2011: Bloodworth
- 2011: The Greening of Whitney Brown
- 2011: Mein Freund, der Delfin (Dolphin Tale)
- 2012: Cold Blood – Kein Ausweg. Keine Gnade. (Deadfall)
- 2013: Midnight Stallion – Der König der Pferde (Midnight Stallion)
- 2013: Angels Sing – Mein Nachbar der Weihnachtsmann (Angels Sing)
- 2014: Mein Freund, der Delfin 2 (Dolphin Tale 2)
- 2014: 7 Minutes
- 2018: Blaze